# مارتن أندرسون (اقتصادي)
مارتن أندرسون (بالإنجليزية: Martin Anderson) هو اقتصادي أمريكي، ولد في 1936 في لوويل في الولايات المتحدة، وتوفي في 3 يناير 2015.

## وصلات خارجية
- مارتن أندرسون على موقع مونزينجر (الألمانية)